# Дуванска индустрија
Дуванска индустрија је грана индустрије која се бави узгајањем и прерадом дувана и производњом дуванских производа. Ослања се делимично на пољопривреду и представља једну од старијих грана индустрије.
У Србији се дуван узгаја највише у Јужном Поморављу и у Војводини. Производњом цигарета баве се следеће фабрике: Дуванска индустрија Ниш (након приватизације, под називом Philip Morris Operations Ниш), Дуванска индустрија Врање (након приватизације, под називом British American Tobacco Врање), Japan Tobacco International Сента и Monus Земун, Београд.